# John Kelly (Politiker)

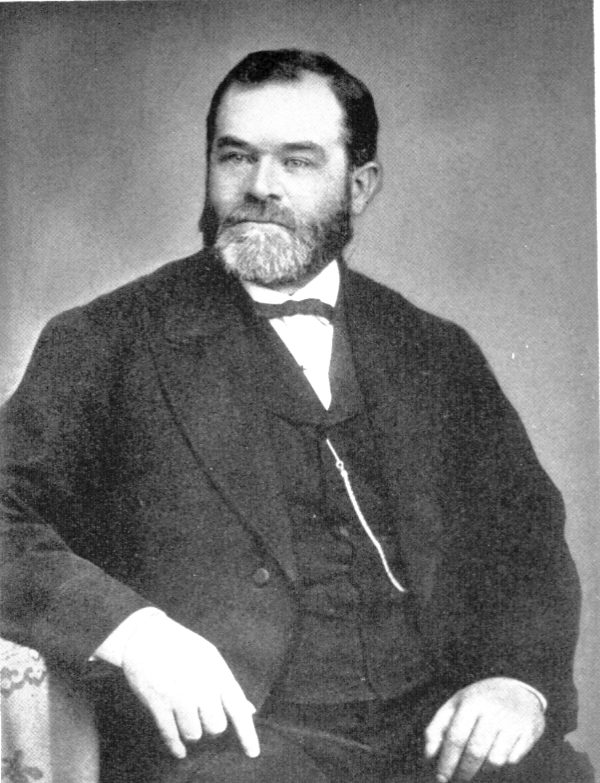
John Kelly

John Kelly (* 20. April 1822 in New York City; † 1. Juni 1886 ebenda) war ein US-amerikanischer Politiker. Zwischen 1855 und 1858 vertrat er den Bundesstaat New York im US-Repräsentantenhaus.

## Werdegang
John Kelly wurde ungefähr sieben Jahre nach dem Ende des Britisch-Amerikanischen Krieges in New York City geboren und wuchs dort auf. In dieser Zeit besuchte er Gemeinschaftsschulen. Danach machte er eine Ausbildung als Maurer (mason) und ging dem Handwerk bis 1845 nach. 1854 wurde er zum Alderman gewählt. Er gehörte der Demokratischen Partei an.
Bei den Kongresswahlen des Jahres 1854 wurde Kelly im vierten Wahlbezirk von New York in das US-Repräsentantenhaus in Washington, D.C. gewählt, wo er am 4. März 1855 die Nachfolge von Michael Walsh antrat. Er wurde in den folgenden Kongress gewählt; am 25. Dezember 1858 trat er von seinem Sitz zurück.
Von 1859 bis 1862 und von 1865 bis 1867 war er als Sheriff in der City und Country von New York tätig. 1868 kandidierte er erfolglos für den Posten des Bürgermeisters von New York City. 1876 wurde er zum Comptroller in New York ernannt, eine Stellung, die er drei Jahre innehatte. Als Delegierter nahm er in den Jahren 1864, 1868, 1872, 1876, 1880 und 1884 an den Democratic National Conventions teil. Kelly hatte von 1872 bis zu seinem Tod die Leitung der Tammany Hall. 1879 kandidierte er erfolglos für den Posten des Gouverneurs von New York. Der Republikaner Alonzo B. Cornell ging als Sieger aus dem Rennen hervor. Kelly starb am 1. Juni 1886 in New York City und wurde auf dem Friedhof der Old St. Patrick’s Cathedral an der Mott Street beigesetzt.